# Répéteur
Ne doit pas être confondu avec répétiteur ou transpondeur.

Un répéteur sans-fil

Un répéteur désigne un couple de fréquences modulées ou un équipement électronique combinant un récepteur et un émetteur; ce dispositif est notamment censé compenser les pertes de transmission d'un média (ligne, fibre, radio, télédiffusion) en traitant et en amplifiant éventuellement le signal, sans en modifier le contenu, ni les données. 
Dans le domaine de la télédiffusion ou des télécommunications, un répéteur ou en anglais transponder, désigne un canal de modulation exploité dans les transmissions radio, de télévision et de données numériques qui véhicule des signaux exploités dans d'autres fréquences d'émission. Ainsi, pour la télédiffusion par satellite, le signal de montée ou en anglais « uplink » exploite une fréquence différente du signal de réception ou en anglais, « downlink ».

## Répéteur dans un réseau télécommunications numériques
Le répéteur, encore appelé répéteur-régénérateur est un équipement électronique servant à dupliquer et à réadapter un signal numérique pour étendre la distance maximale entre deux nœuds d'un réseau. Il fonctionne au niveau binaire par transparence et n'interprète pas le signal reçu, comme peut le faire un routeur.

## Répéteur de radiodiffusion ou télédiffusion
Cette dénomination caractérise deux notions distinctes :
- le répéteur terrestre peut désigner un émetteur/récepteur exploité comme relais à l'instar d'un faisceau hertzien. Il permet généralement d'étendre ou d'améliorer le territoire de couverture des chaînes de télévision ou des stations de radio, dans des zones où les signaux ne sont pas correctement reçus, parmi lesquelles un vallée encaissée ou masquée, une forêt dense, une zone urbaine… Il peut être isofréquence en réamplifiant notamment les signaux ou convertir dans d'autres fréquences, les canaux qu'il capte et relaie localement ;
- le répéteur satellite ou en anglais transponder désigne le canal modulé qui relaie depuis l'espace, les signaux d'une station d'émission au sol. Ce signal est répété ou relayé en transparence depuis la position orbitale et peut être capté au sol, dans la zone de couverture du satellite, dans une gamme de fréquences différente de celle de la liaison montante.

## Répéteur en radiotéléphonie et radioamateurisme
De fonction similaire à la radiodiffusion cette retransmission est dédoublée par deux modulations et fréquences simultanées combinées et distinctes, pour permettre les communications dans les deux sens, conformément au mode duplex). Les répéteurs sont généralement situés sur des points hauts et permettent d'étendre la couverture géographique des stations ou leur portée. Le répéteur peut être activé et epxlioté même par un utilisateur exploitant un émetteur de faible puissance et bénéficier ainsi, d'une portée plus grande et généralement, d'un meilleur signal.

## Répéteur informatique
Cet équipement informatique d'infrastructure de réseaux est de type passerelle. Un répéteur Ethernet permet d'augmenter les limites fonctionnelles de distance d'un réseau, généralement limitée à 100 m, entre deux interfaces réseaux. Le signal reçu est amplifié mais se dégrade. Il n'évite pas la propagation de collisions à travers le réseau, affectant dès lors, le taux d'erreur. Ce dispositif agit sur la couche 1 du réseau (physique) alors que le  pont intervient sur la couche 2 (liaison).